# Fundacja Archeologia Fotografii
Fundacja Archeologia Fotografii – organizacja pozarządowa założona w 2008 roku w Warszawie, stawiająca za główne cele ochronę, zabezpieczenie, opracowanie i udostępnianie spuścizn polskich fotografów. Fundacja opiekuje się między innymi archiwum Zbigniewa Dłubaka, Zofii Chomętowskiej, Marii Chrząszczowej, Janusza Bąkowskiego, Wojciecha Zamecznika i Tadeusza Sumińskiego. Fundacja organizuje wystawy, inicjuje projekty badawcze i naukowe, wydaje publikacje.

Projekty (wybrane):
- „Długie życie fotografii” – od października 2015 do kwietnia 2016 – realizowany we współpracy z norweskimi instytucjami, polskimi artystami, grupą konserwatorów, archiwistów i kuratorów[1][2][3]

- Żywe archiwa – wieloletni projekt realizowany od 2011 roku, w ramach którego artyści współcześni wchodzą w dialog z fotografiami artystów których zbiory znajdującą się w opracowaniu FAF lub z innymi zbiorami archiwalnymi[4]

Wystawy (wybrane):
- Mariusz Hermanowicz, Do czego może służyć fotografia? – listopad/grudzień 2017 (siedziba Biura Rady Głównej Polskiego Towarzystwa Stwardnienia Rozsianego)[5][6][7]
- Choreografia obrazów. Fotografia performatywna: Zbigniew Dłubak, Mariusz Hermanowicz, Antoni Zdebiak – wrzesień/październik 2017 (siedziba Biura Rady Głównej Polskiego Towarzystwa Stwardnienia Rozsianego)[8][9]
- Żywe archiwa, Aneta Grzeszykowska, Dorota Buczkowska, Jakub Certowicz, Paweł Szypulski, kwiecień/maj 2016 (Pałac Kultury i Nauki, Warszawa)[10]
- Wojciech Zamecznik, La Photographie sous toutes ses formes – sierpień/grudzień 2016 (Musée de l'Elysée, Lozanna) (współorganizacja)[11]
- Wojciech Zamecznik, Foto-graficzne,  styczeń/ kwiecień 2016 (Narodowa Galeria Sztuki Zachęta, Warszawa) (współorganizacja)[12]
- Majątek. Rzeźby z kolekcji rodziny von Rose oraz filmy i fotografie z archiwum Zofii Chomętowskiej, marzec/maj 2015 (współpraca)[13]
- Zbigniew Dłubak, Body Structures, czerwiec/ lipiec 2013 (Círculo de Bellas Artes, Madryt)[14]
- Zofia Chomętowska, Między kadrami. Fotografie z lat 1925 -1945, październik/listopad 2011 (Narodowe Muzeum Historyczne w Mińsku)[15]
- Kronikarki

Publikacje (wybrane):
- Zofia Chomętowska. Albumy fotografki. (Entuzjastka 1912-1935, Profesjonalistka 1936-1944, Emigrantka 1946-1981, Dokumentalistka 1945) wyd. Muzeum Warszawy, Fundacja Archeologia Fotografii, Warszawa 2016[16][17].
- Jakub Certowicz. Inwentarz = Jakub Certowicz: inventory, wyd. Fundacja Archeologia Fotografii, Warszawa 2016.
- Aneta Grzeszykowska. Bez tytułu = no title, wyd. Fundacja Archeologia Fotografii, Warszawa 2016.
- Wojciech Zamecznik. Foto-graficznie = photo-graphics, wyd., Fundacja Archeologia Fotografii, Warszawa 2016[18][19].
- Lux, wyd. Fundacja Archeologia Fotografii, Warszawa 2016.
- Dorota Buczkowska. Rok w sanatorium = a year in a sanatorium, wyd. Fundacja Archeologia Fotografii, Warszawa 2016.
- Emulsja, wyd. Wydawnictwo Fundacji Archeologia Fotografii, Warszawa 2015.
- Clément Chéroux, Wernakularne. Eseje z historii fotografii, wyd. Fundacja Archeologia Fotografii, Warszawa 2014.
- Tadeusz Sumiński. Industrial, wyd. Fundacja Archeologia Fotografii, Warszawa 2014.
- Karolina Ziębińska-Lewandowska, Między dokumentalnością a eksperymentem. Krytyka fotograficzna w Polsce w latach 1946–1989, wyd. Fundacja Nowej Kultury Bęc Zmiana,
- Fundacja Archeologia Fotografii, Warszawa 2014.
- Fotografia – narracje muzealne : 14-15 października 2013, wyd. Fundacja Archeologia Fotografii, Warszawa 2013.
- Zofia Chomętowska, Polska w podróży = Poland on the road, wyd. Fundacja Archeologia Fotografii, Narodowe Centrum Kultury, Warszawa 2013.
- Teoria sztuki Zbigniewa Dłubaka, wyd. Fundacja Archeologia Fotografii, Warszawa 2013.
- Zbigniew Dłubak : body structures = struktury ciała = estructuras del cuerpo, wyd. Fundacja Archeologia Fotografii, Warszawa 2013.
- Zofia Rydet, Mały człowiek, wyd. Fundacja Archeologia Fotografii, Warszawa 2012.

## Nagrody
Fotograficzna publikacja roku 2017 za książkę Albumy Fotografki
Nagroda Paris Photo Aperture Foundation Photobook Award 2016 za katalog Wojciecha Zamecznika
Nagroda Ministerstwa Kultury i Dziedzictwa Narodowego 2013.